# Vito Raia
Vito Raia (Ravanusa, 22 maggio 1927 – Agrigento, 25 aprile 1991) è stato un politico e sindacalista italiano.

## Biografia
Fu Segretario provinciale della Federazione del Partito Socialista Italiano di Ragusa e consigliere comunale (coprendo il ruolo di capogruppo del PSI). Nel sindacato è dirigente della Camera del Lavoro e Segretario provinciale di Ragusa nella CGIL.
Venne eletto deputato col PSI nel 1963 per la IV legislatura; nel 1964 aderisce al Partito Socialista Italiano di Unità Proletaria, con il quale viene eletto senatore nel 1968, restando in carica per la V Legislatura. Dopo lo scioglimento del PSIUP, nel 1972, si iscrisse al Partito Comunista Italiano, dove fu membro della Segreteria e del Direttivo Provinciale PCI.